# Wolfgang Jordan
Wolfgang Jordan (* 12. März 1966 in Wetzlar) ist ein Brigadegeneral des Heeres der Bundeswehr und seit April 2022 Abteilungsleiter Planung im Kommando Heer in Strausberg. Seit November 2023 leitet er die Task Force Drohne im Bundesministerium der Verteidigung (BMVg). 

## Militärische Laufbahn

### Ausbildung und erste Verwendungen
Jordan trat nach dem Abitur 1985 am Gymnasium Philippinum Weilburg am 1. Juli 1985 in die Bundeswehr in der Instandsetzungstruppe ein. Bis September 1987 absolvierte er die Offizierausbildung der Instandsetzungstruppe mit Verwendungen in Aachen, Koblenz und Volkach. 
Von 1987 bis 1991 absolvierte Jordan ein Maschinenbau-Studium an der Universität der Bundeswehr Hamburg. Einer Verwendung als Instandsetzungsoffizier bei der Instandsetzungskompanie 540 in Trier folgte der Einsatz als Hörsaalleiter für Kfz-Meister- und Technikerlehrgänge in Aachen an der Technischen Schule des Heeres und Fachschule des Heeres für Technik sowie Verwendungen als Technischer Offizier beim Jägerregiment 54 in Hermeskeil und als Kompaniechef der Instandsetzungsausbildungskompanie 11 in Montabaur, die als 7. Instandsetzungsbataillon 220 nach Dornstadt verlegte. Von 1998 bis 2000 absolvierte Jordan den 41. Generalstabslehrgang Heer an der Führungsakademie der Bundeswehr in Hamburg, wo er zum Offizier im Generalstabsdienst ausgebildet wurde.

### Dienst als Generalstabsoffizier
Als Generalstabsoffizier diente Jordan bei der Truppe, unter anderen, in der Logistikbrigade 2 (2000–2002) in Germersheim, dem Heerestruppenkommando in Koblenz (2002) sowie dem Multinationalen Korps Nord-Ost in Stettin, Polen (2004–2008) und im Stab der 10. Panzerdivision in Veitshöchheim (2014–2015). Im BMVg hatte Jordan mehrere Funktionen als Referent für multinationale Logistik im Fü S IV 1 (2002–2004), als Grundsatzreferent für den Planungsvorschlag des Heeres im Fü H II 1 (2008–2012), als Grundsatzreferent in der Mittelfristplanung bei Plg I 6 (2012–2024) sowie als Referatsleiter Planung III 3 (2015–2018) und Planung III 2 (2018–2022) in Bonn inne.

### Dienst als General
Seit April 2022 ist Brigadegeneral Jordan Abteilungsleiter Planung im Kommando Heer in Strausberg und leitet seit November 2023 die Task Force Drohne im BMVg.

## Auslandseinsätze
- 2007: Persönlicher Referent des Chefs des Stabes im Hauptquartier ISAF in Kabul, Afghanistan
- 2015: Militärischer Berater des Direktors des Afghanischen Generalstabs sowie des Stellvertretenden Afghanischen Verteidigungsministers bei der NATO-Mission Resolute Support in Kabul, Afghanistan

## Arbeitsschwerpunkte
- Deutsch-Niederländische Kooperation[3][4]
- Fähigkeitsplanung und -entwicklung der Landstreitkräfte der Bundeswehr[5]
- Task Force Drohne zur Implementierung von Kleinst- und Kleindrohnen in den Landstreitkräften[6]

## Orden und Ehrenzeichen (Auswahl)
- DEU Ehrenkreuz der Bundeswehr Gold
- Einsatzmedaille der Bundeswehr ISAF 2007
- NATO-Medaille ISAF 2007
- Orden der Polnischen Landstreitkräfte
- Einsatzmedaille der Bundeswehr Resolute Support 2015
- NATO-Medaille Resolute Support 2015
- Meritorious Service Medal 2015
- NATO Meritorious Service Medal 2015